# Copa de la Reina de Baloncesto 2008
La Copa de la Reina de Baloncesto 2008 corresponde a la 46ª edición de dicho torneo. Se celebró entre el 15 y el 17 de febrero de 2008 en el Palacio de los Deportes de Sevilla. El campeón de Copa accede a disputar la Supercopa contra los campeones de Liga.

## Equipos clasificados
El formato de competición es el mismo que la temporada anterior. Se juega en Sevilla, con lo cual no hay equipo anfitrión y participan los ocho primeros clasificados al final de la primera vuelta de la Liga Femenina. El campeón se clasifica para la Copa Europea Femenina de la FIBA 2008-09.
| Pos. | Equipo                          | PJ | G  | P | PF  | PC  | DP   | Pts | Clasificación    |
| ---- | ------------------------------- | -- | -- | - | --- | --- | ---- | --- | ---------------- |
| 1    | Ros Casares Valencia            | 13 | 12 | 1 | 969 | 781 | +188 | 25  | Cabezas de serie |
| 2    | Perfumerías Avenida             | 13 | 11 | 2 | 998 | 803 | +195 | 24  | Cabezas de serie |
| 3    | Club Baloncesto San José        | 13 | 10 | 3 | 916 | 833 | +83  | 23  | Cabezas de serie |
| 4    | Ebe Promociones-Puig d'en Valls | 13 | 8  | 5 | 938 | 828 | +110 | 21  | Cabezas de serie |
| 5    | Rivas Ecópolis                  | 13 | 7  | 6 | 927 | 912 | +15  | 20  |                  |
| 6    | Extrugasa                       | 13 | 7  | 6 | 926 | 913 | +13  | 20  |                  |
| 7    | CB Olesa Espanyol               | 13 | 7  | 6 | 886 | 983 | −97  | 20  |                  |
| 8    | Celta Vigourban                 | 13 | 6  | 7 | 796 | 841 | −45  | 19  |                  |

 Fuente: Liga Femenina

## Desarrollo
El Club Baloncesto San José estuvo a punto de dar la sorpresa de la mano de una Feaster espectacular en cuartos de final (32 puntos con siete triples) y especialmente de la merecida MVP, la base israelí Liron Cohen. Destruyó con 27 puntos al Perfumerías Avenida en semifinales y le puso emoción a la final con Ciudad Ros Casares. Pero la israelí falló sobre la bocina final una bandeja para forzar la prórroga y se quedó a las puertas de hacer de matrícula su sobresaliente actuación.

## Fase final
|  | Cuartos de final            | Cuartos de final |                                 |                      | Semifinales   | Semifinales   |  |                      | Final         | Final         |  |
|  | 15 de febrero               | 15 de febrero    |                                 |                      | 16 de febrero | 16 de febrero |  |                      | 17 de febrero | 17 de febrero |  |
|  |                             |                  |                                 |                      |               |               |  |                      |               |               |  |
|  |                             |                  |                                 |                      |               |               |  |                      |               |               |  |
|  | Ros Casares Valencia        | 73               |                                 |                      |               |               |  |                      |               |               |  |
|  | Ros Casares Valencia        | 73               |                                 |                      |               |               |  |                      |               |               |  |
|  | Rivas Ecópolis              | 42               |                                 |                      |               |               |  |                      |               |               |  |
|  | Rivas Ecópolis              | 42               |                                 | Ros Casares Valencia | 71            |               |  |                      |               |               |  |
|  |                             |                  |                                 | Ros Casares Valencia | 71            |               |  |                      |               |               |  |
|  |                             |                  | Ebe Promociones-Puig d'en Valls | 63                   |               |               |  |                      |               |               |  |
|  | Promociones-Puig d'en Valls | 85               | Ebe Promociones-Puig d'en Valls | 63                   |               |               |  |                      |               |               |  |
|  | Promociones-Puig d'en Valls | 85               |                                 |                      |               |               |  |                      |               |               |  |
|  | Celta Vigourban             | 66               |                                 |                      |               |               |  |                      |               |               |  |
|  | Celta Vigourban             | 66               |                                 |                      |               |               |  | Ros Casares Valencia | 68            |               |  |
|  |                             |                  |                                 |                      |               |               |  | Ros Casares Valencia | 68            |               |  |
|  |                             |                  | Club Baloncesto San José        | 66                   |               |               |  |                      |               |               |  |
|  | Perfumerías Avenida         | 74               | Club Baloncesto San José        | 66                   |               |               |  |                      |               |               |  |
|  | Perfumerías Avenida         | 74               |                                 |                      |               |               |  |                      |               |               |  |
|  | CB Olesa Espanyol           | 54               |                                 |                      |               |               |  |                      |               |               |  |
|  | CB Olesa Espanyol           | 54               |                                 | Perfumerías Avenida  | 63            |               |  |                      |               |               |  |
|  |                             |                  |                                 | Perfumerías Avenida  | 63            |               |  |                      |               |               |  |
|  |                             |                  | Club Baloncesto San José        | 76                   |               |               |  |                      |               |               |  |
|  | Club Baloncesto San José    | 71               | Club Baloncesto San José        | 76                   |               |               |  |                      |               |               |  |
|  | Club Baloncesto San José    | 71               |                                 |                      |               |               |  |                      |               |               |  |
|  | Extrugasa                   | 61               |                                 |                      |               |               |  |                      |               |               |  |
|  | Extrugasa                   | 61               |                                 |                      |               |               |  |                      |               |               |  |
|  |                             |                  |                                 |                      |               |               |  |                      |               |               |  |

### Final
| 17 de febrero de 2008 | Ros Casares Valencia                                                                                           | 68–66                                 | Club Baloncesto San José                                                             | Sevilla |  |
| 14:00                 | Parciales: 19–19, 17–16, 21–20, 11–11                                                                          | Parciales: 19–19, 17–16, 21–20, 11–11 | Parciales: 19–19, 17–16, 21–20, 11–11                                                | |  |
|                       | Estadísticas Kathryn Douglas 18 Érika de Souza 11 DeLisha Milton-Jones, Elena Tornikidou 3 Elena Tornikidou 18 | Reporte Pts Reb Asts Val              | Estadísticas Liron Cohen, Cindy Lima 12 María Revuelto 9 Liron Cohen 3 Cindy Lima 21 | Pabellón: Palacio de los Deportes Asistencia: 3.000 espectadores Árbitros: Germán Francisco Morales Ruiz, Francisco Javier Bravo Loroño |  |

| Ganadoras de la Copa de la Reina 2008 |
| ------------------------------------- |
| Ros Casares Valencia 5º título        |